# Aero Ae-03
De Aero Ae-03 was een Tsjechoslowaaks verkenningsvliegtuig van Aero ontworpen in 1921. Het was een eendekker, iets wat voor Aero totaal nieuw was. Verder zou het worden uitgerust met een vroege turbocharger.
Naarmate het werk vorderde werd duidelijk dat het toestel niet aan de eisen van de Tsjechoslowaakse Luchtmacht zou voldoen. Het vliegtuig zou te zwaar worden en het overdoen van het ontwerpen werd niet praktisch geacht. Dit betekende het einde van de ontwikkeling. De Ae-03 heeft dan ook nooit werkelijk gevlogen.

## Specificaties
- Bemanning: 1, de piloot
- Spanwijdte: 8,20 m
- Vleugeloppervlak: 18,70 m2
- Motor: 1× Hispano-Suiza 8Aa, 134 kW (180 pk)
- Bewapening: 1 machinegeweer